# Hellwegbörde (Vogelschutzgebiet)
Das Gebiet Hellwegbörde ist ein mit Verordnung von 2004 der Regierungspräsidien Arnsberg und Detmold ausgewiesenes Europäisches Vogelschutzgebiet (Schutzgebietkennung DE-4415-401) in den Hellwegbörden in der Mitte des deutschen Landes Nordrhein-Westfalen.
Die Vogelschutzrichtlinie der Europäischen Union dient der Erhaltung der wildlebenden, im Gebiet ihrer Mitgliedsstaaten heimischen Vogelarten und der Regelung des Schutzes, der Bewirtschaftung und der Regulierung dieser Vögel, ihrer Eier und Lebensräume.

## Lage
Das rund 480 Quadratkilometer große Vogelschutzgebiet „Hellwegbörde“ umfasst große Teile der Hellwegbörden, einer Landschaft und naturräumlichen Haupteinheit am Süd(ost)rand der Westfälischen Bucht. Es erstreckt sich in den Kreisen Unna, Soest und Paderborn, nördlich und südlich der Bundesautobahn 44, zwischen Unna im Westen, Lippstadt und Delbrück im Norden, Paderborn, der Bundesautobahn 33 und Büren im Osten sowie dem Arnsberger Wald, der Möhnetalsperre und Menden im Süden.

## Beschreibung
Das Vogelschutzgebiet „Hellwegbörde“ wird als „eine überwiegend offene, durch landwirtschaftliche Nutzflächen mit vorherrschendem Getreideanbau geprägte Kulturlandschaft auf Lössböden“ beschrieben. Sie weist „bundesweit bedeutende Brutbestände der Rohrweihe, des Wachtelkönigs und der Wiesenweihe auf.“ Die Hellwegbörde hat eine herausragende Bedeutung für durchziehende und rastende Greif-, Wat- und Singvögel der Feldfluren. Landesweit bedeutsam sind die Rastbestände von Goldregenpfeifer, Kornweihe, Mornellregenpfeifer sowie Rotmilan.

### Lebensraumklassen
|                                                                               |                                                                               |  |      |      |
| N03 – Salzsümpfe, -wiesen und -steppen                                        | N03 – Salzsümpfe, -wiesen und -steppen                                        |  | 1 %  | 1 %  |
| N06 – Binnengewässer, stehend und fließend                                    | N06 – Binnengewässer, stehend und fließend                                    |  | 1 %  | 1 %  |
| N07 – Moore, Sümpfe, Uferbewuchs                                              | N07 – Moore, Sümpfe, Uferbewuchs                                              |  | 1 %  | 1 %  |
| N09 – Trockenrasen, Steppen                                                   | N09 – Trockenrasen, Steppen                                                   |  | 1 %  | 1 %  |
| N10 – Feuchtes und mesophiles Grünland                                        | N10 – Feuchtes und mesophiles Grünland                                        |  | 8 %  | 8 %  |
| N15 – Anderes Ackerland                                                       | N15 – Anderes Ackerland                                                       |  | 82 % | 82 % |
| N16 – Laubwald                                                                | N16 – Laubwald                                                                |  | 2 %  | 2 %  |
| N19 – Mischwald                                                               | N19 – Mischwald                                                               |  | 1 %  | 1 %  |
| N20 – Kunstforste                                                             | N20 – Kunstforste                                                             |  | 1 %  | 1 %  |
| N23 – Sonstiges (Städte, Dörfer, Straßen, Deponien, Gruben, Industriegebiete) | N23 – Sonstiges (Städte, Dörfer, Straßen, Deponien, Gruben, Industriegebiete) |  | 2 %  | 2 %  |
|                                                                               |                                                                               |  |      |      |

### Lebensraumtypen
Folgende Lebensraumtypen sind im Vogelschutzgebiet beschrieben:
- 1340 – Salzwiesen im Binnenland
- 3130 – Oligo- bis mesotrophe stehende Gewässer mit Vegetation der Strandlings-Gesellschaft und/oder der Zwergbinsen-Gesellschaften
- 3140 – Oligo- bis mesotrophe kalkhaltige Gewässer mit benthischer Vegetation aus Armleuchteralgen
- 3150 – Natürliche eutrophe Seen mit einer Vegetation der Tauchblattzone oder Vegetation Mitteleuropas
- 3260 – Flüsse der planaren bis montanen Stufe mit Vegetation des Ranunculion fluitantis und des Callitricho-Batrachion
- 6210 – Naturnahe Kalktrockenrasen und deren Verbuschungsstadien
- 6410 – Pfeifengraswiesen auf kalkreichem Boden, torfigen und tonig-schluffigen Böden
- 6430 – Feuchte Hochstaudenfluren der planaren und montanen bis alpinen Stufe
- 6510 – Magere Flachland-Mähwiesen
- 7230 – Kalkreiche Niedermoore
- 9110 – Hainsimsen-Buchenwald
- 9160 – Subatlantischer oder mitteleuropäischer Stieleichenwald oder Sternmieren-Eichen-Hainbuchenwald
- 9130 – Waldmeister-Buchenwald
- 91E0 – Auen-Wälder mit Schwarz-Erle und Gemeiner Esche

## Schutzzweck
Genereller Schutzzweck ist „die Erhaltung der offenen Feldflur mit traditionellen Nutzungsformen und Strukturen sowie besonderen Schutzprogrammen zur Erhaltung und Förderung der Bestände von Wiesen-, Rohr- und Kornweihe sowie des Wachtelkönigs. Hinzu kommt der Schutz ausreichend großer und ungestörter Rastplätze für die Vogelarten der Feldflur wie Greifvögel, Kiebitz, Mornell- und Goldregenpfeifer. Die Hellwegbörde hat eine herausragende Bedeutung für durchziehende und rastende Greif-, Wat- und Singvögel der Feldfluren.“
Die gebietsbezogenen Erhaltungsziele sind je nach Art unterschiedlich beschrieben.

### Brutvögel

#### Baumfalke
Erhaltung und Entwicklung von strukturreichen Kulturlandschaften mit geeigneten Nahrungsflächen, die Verbesserung des Wasserhaushaltes zur Stabilisierung eines hohen Grundwasserstandes im Bereich der Nahrungsflächen, die Verbesserung der agrarischen Lebensräume durch Extensivierung der Flächennutzung, die Erhaltung der Brutplätze mit einem störungsarmen Umfeld sowie Vermeidung von Störungen an den Brutplätzen (Mai bis August)

#### Eisvogel

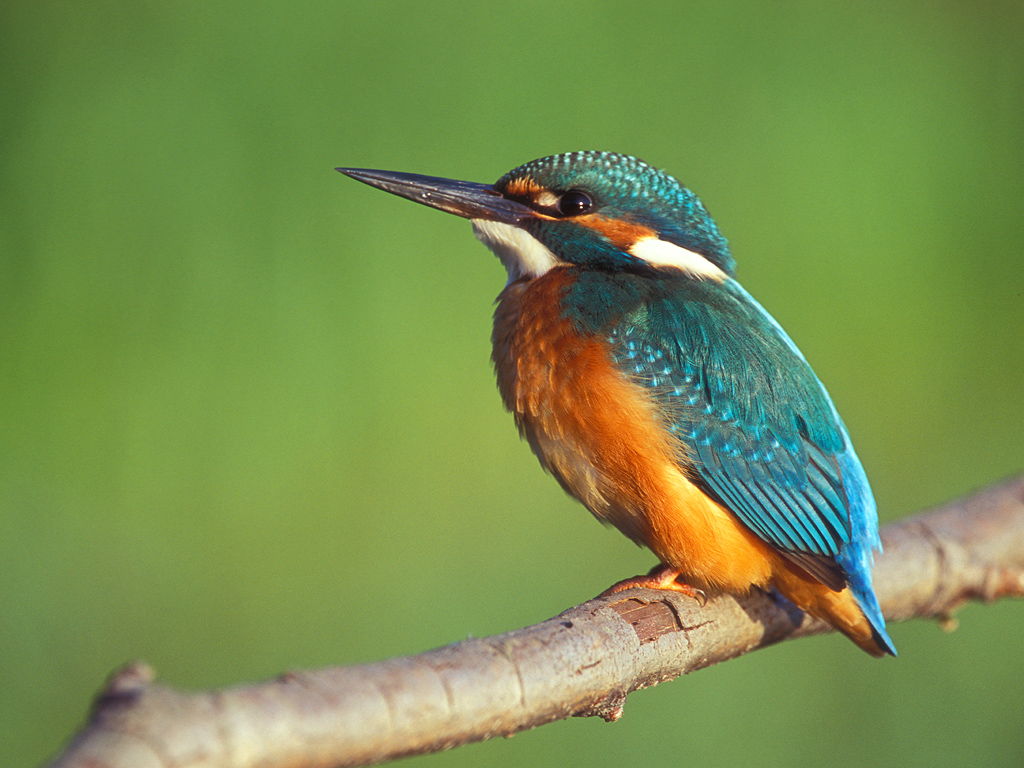
Eisvogel

Erhaltung der naturnahen Gewässer, von Steilwänden und Abbruchkanten aus grabbarem Substrat in Gewässernähe, von für die Brutröhrenanlage geeigneten Wurzeltellern umgestürzter Bäume in Gewässernähe, von Strukturen, die als Ansitz für die Jagd genutzt werden können wie starke Ufergehölze mit über das Gewässer hängenden Ästen, Erhaltung einer Wasserqualität, die gute Sichtbedingungen für den Beutefang gewährleistet, einer Gewässerdynamik, die die Neubildung von zur Nestanlage geeigneten Uferabbrüchen ermöglicht, Erhaltung von Sekundärlebensräumen wie aufgelassene Abbaustätten mit Gewässern und Steilufern, des Nahrungsangebots mit Kleinfischarten und Jungfischaufkommen sowie Erhaltung störungsfreier oder zumindest störungsarmer Fortpflanzungsstätten während der Fortpflanzungszeit vom 15. Februar bis zum 15. September.

#### Flussregenpfeifer
Erhaltung und Entwicklung von dynamischen Auenbereichen sowie Förderung einer intakten Flussmorphologie mit einer naturnahen Überflutungs- und Geschiebedynamik, die Erhaltung und Entwicklung von vegetationsarmen Kies- und Schotterbänken an Flüssen, Seen, Sand- und Kiesgruben, die Umsetzung von Rekultivierungskonzepten in Abbaugebieten nach den Ansprüchen der Art, die Verhinderung der Sukzession durch Entbuschung und Pflege sowie Vermeidung von Störungen an den Brutplätzen und Nahrungsflächen von April bis Juli

#### Kiebitz
Erhaltung und Entwicklung von feuchten Extensivgrünländern sowie von Feuchtgebieten mit Flachwasserzonen und Schlammflächen, die Vermeidung der Zerschneidung und Verinselung der besiedelten Lebensräume, die Verbesserung des Wasserhaushaltes zur Stabilisierung eines hohen Grundwasserstandes in Feuchtgebieten und Grünländern, die Anlage von Kleingewässern und Flachwassermulden, die Extensivierung der Acker- und Grünlandnutzung (kein Walzen nach dem 15. März, Maiseinsaat nach Mitte Mai, möglichst keine Beweidung oder geringer Viehbesatz bis zum 1. Juni, Grünlandmahd erst ab dem 1. Juni, doppelter Reihenabstand bei Getreideeinsaat, Anlage von Ackerrandstreifen, Anlage und Pflege (Mahd, Grubbern ab 1. August) von Acker-Stilllegungsflächen und Brachen, reduzierte Düngung, keine Verwendung von Pflanzenschutzmitteln) sowie die Vermeidung von Störungen an den Brutplätzen von März bis Anfang Juni.
Die Hellwegbörde zählt zu den wesentlichen Rastplätzen des Kiebitz in Deutschland. Hier finden sich zu den Zugzeiten gelegentlich mehr als 20.000 Kiebitze ein.

#### Knäkente
Erhaltung und Entwicklung von störungsarmen Nieder- und Hochmooren, Auen und Altarmen, Stillgewässern, Seen und Kleingewässern mit natürlichen Verlandungszonen, vegetationsreichen Uferröhrichten und angrenzenden Feuchtwiesen, die Verbesserung des Wasserhaushaltes zur Stabilisierung eines hohen Grundwasserstandes in Feuchtgebieten und Grünländern, eine schonende Gewässerunterhaltung unter Berücksichtigung der Ansprüche der Art, die Reduzierung von Nährstoff- und Schadstoffeinträgen im Bereich der Brut- und Nahrungsplätze durch Anlage von Pufferzonen bzw. Nutzungsextensivierung sowie die Vermeidung von Störungen an den Brutplätzen (April bis August) sowie an Rast- und Nahrungsflächen

#### Krickente
Erhaltung und Entwicklung von störungsarmen Nieder- und Hochmooren, Auen und Altarmen, Stillgewässern, Seen und Kleingewässern mit natürlichen Verlandungszonen, vegetationsreichen Uferröhrichten und angrenzenden Feuchtwiesen, die Verbesserung des Wasserhaushaltes zur Stabilisierung eines hohen Grundwasserstandes in Feuchtgebieten und Grünländern, eine schonende Gewässerunterhaltung unter Berücksichtigung der Ansprüche der Art, die Reduzierung von Nährstoff- und Schadstoffeinträgen im Bereich der Brut- und Nahrungsplätze durch Anlage von Pufferzonen bzw. Nutzungsextensivierung sowie die Vermeidung von Störungen an den Brutplätzen (April bis August) sowie an Rast- und Nahrungsflächen

#### Löffelente
Erhaltung und Entwicklung von störungsarmen Nieder- und Hochmooren, Auen und Altarmen, Stillgewässern, Seen und Kleingewässern mit natürlichen Verlandungszonen, vegetationsreichen Uferröhrichten und angrenzenden Feuchtwiesen, die Verbesserung des Wasserhaushaltes zur Stabilisierung eines hohen Grundwasserstandes in Feuchtgebieten und Grünländern, eine schonende Gewässerunterhaltung unter Berücksichtigung der Ansprüche der Art, die Reduzierung von Nährstoff- und Schadstoffeinträgen im Bereich der Brut- und Nahrungsplätze durch Anlage von Pufferzonen bzw. Nutzungsextensivierung sowie die Vermeidung von Störungen an den Brutplätzen (April bis August) sowie an Rast- und Nahrungsflächen

#### Neuntöter
Erhaltung von extensiv bewirtschafteten Streuobst-, Grünland- und Heidegebieten, von Nieder- und Mittelhecken aus standortheimischen Arten, insbesondere dorn- oder stachelbewehrte Gehölze, Erhaltung der Streuwiesen und offenen Moorränder, Erhaltung von Einzelbäumen und Büschen in der offenen Landschaft, von Feldrainen, Graswegen, Ruderal-, Staudenfluren und Brachen, Acker- und Wiesenrandstreifen, von Sekundärlebensräumen wie aufgelassene Abbaustätten mit vorgenannten Lebensstätten sowie Erhaltung des Nahrungsangebots, insbesondere mit größeren Insekten.

#### Raubwürger

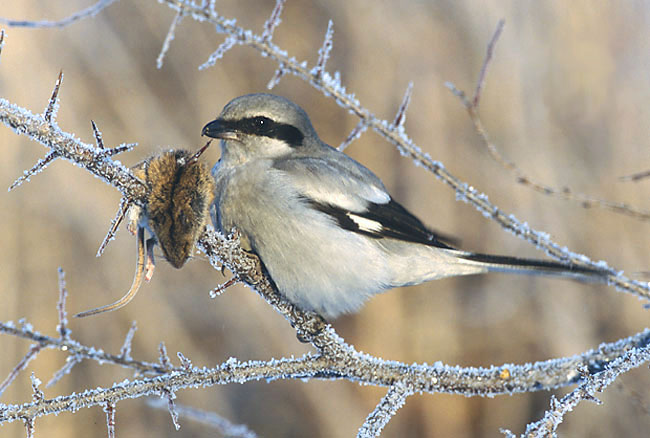
Raubwürger

Erhaltung von ausgedehnten extensiv bewirtschafteten Streuobstwiesen mit zahlreichen Büschen, von Heckengebieten mit den dortigen Kleinstrukturen wie Steinriegelhecken, kleinflächige Brachen, sumpfige Senken, Einzelbüsche und -bäume, unbefestigte Feldwege, Erhaltung der beweideten Wacholderheiden mit Busch- und Baumgruppen, Erhaltung von magerem Grünland, von Ödland- und Bracheflächen sowie Saumstreifen, Erhaltung der Moore mit Büschen und Bruchwaldinseln, der quelligen Stellen und sumpfigen Senken, Erhaltung von unzerschnittenen Landschaften, insbesondere ohne befestigte Wege und Straßen, Erhaltung des Nahrungsangebots, insbesondere mit Kleinsäugern und Großinsekten sowie Erhaltung störungsfreier oder zumindest störungsarmer Fortpflanzungsstätten während der Fortpflanzungszeit vom 15. Februar bis zum 15. Juli.

#### Rohrweihe
Erhaltung großräumiger, offener Landschaften mit Acker- und Grünlandflächen, Säumen, Wegrändern, Brachen, die Erhaltung und Entwicklung natürlicher Bruthabitate, die Vermeidung der Zerschneidung der besiedelten Lebensräume, die Extensivierung der Ackernutzung (Ackerrandstreifen, Anlage und Pflege von Acker-Stilllegungsflächen und Brachen; Belassen von Stoppelbrachen und reduzierte Düngung, keine Pflanzenschutzmittel), die Sicherung der Getreidebruten sowie die Vermeidung von Störungen an den Brutplätzen (Mai bis August)

#### Rotmilan

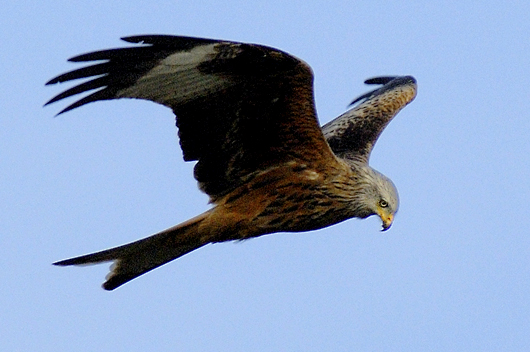
Rotmilan

Erhaltung von vielfältig strukturierten Kulturlandschaften mit lichten Waldbeständen, von Feldgehölzen, großen Einzelbäumen und Baumreihen in der offenen Landschaft, von Grünland, von Altholzinseln und alten, großkronigen Bäumen mit freier Anflugmöglichkeit, Erhaltung der Bäume mit Horsten, der Lebensräume ohne Gefahrenquellen wie nicht vogelsichere Freileitungen und Windkraftanlagen sowie die Erhaltung störungsfreier oder zumindest störungsarmer Fortpflanzungsstätten während der Fortpflanzungszeit vom 1. März bis zum 31. August.

#### Schwarzmilan
Erhaltung und Entwicklung von alten, strukturreichen Laub- und Mischwäldern in Gewässernähe mit einem hohen Altholzanteil und lebensraumtypischen Baumarten, die Erhaltung und Entwicklung von naturnahen, fischreichen Nahrungsgewässern, die Verbesserung des Nahrungsangebotes, die Erhaltung der Horstbäume mit einem störungsarmen Umfeld, die Vermeidung von Störungen an den Brutplätzen (April bis Juli) sowie Entschärfung bzw. Absicherung von gefährlichen Strommasten und Freileitungen

#### Tüpfelsumpfhuhn
Erhaltung und Entwicklung von extensiv genutzten Nassgrünländern mit Großseggenriedern und eingestreuten kleinen Wasserflächen oder Gräben, die Erhaltung und Entwicklung von Feuchtgebieten mit Röhricht- und Schilfbeständen und einer natürlichen Vegetationszonierung in den Uferbereichen, die Verbesserung des Wasserhaushaltes zur Stabilisierung eines hohen Grundwasserstandes in Feuchtgebieten, gegebenenfalls behutsame Schilfmahd unter Erhalt eines hohen Anteils an Altschilf, die Verbesserung des Nahrungsangebotes im Umfeld der Brutplätze sowie die Vermeidung von Störungen an den Brutplätzen und Nahrungsflächen von April bis August

#### Uhu

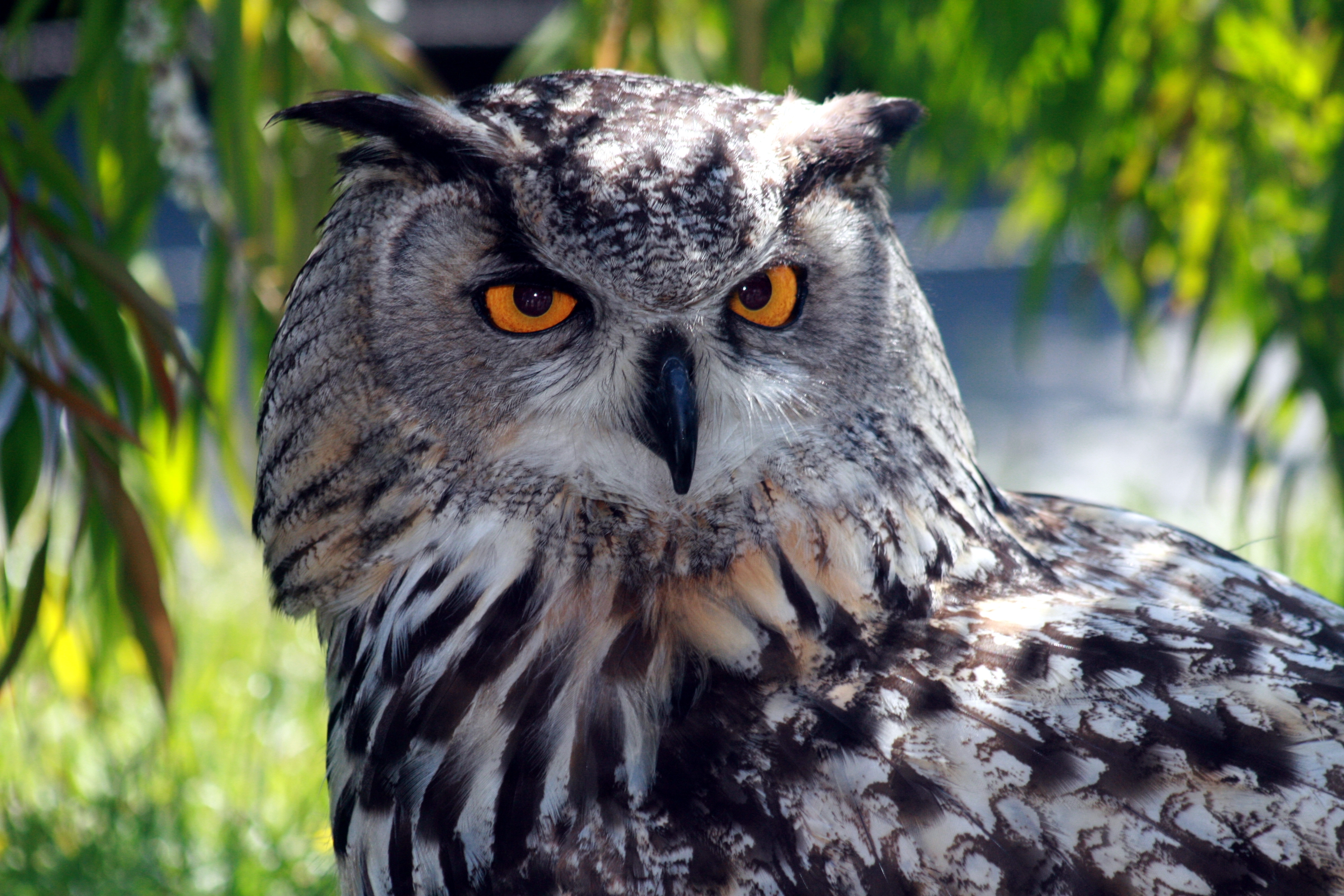
Uhu

Erhaltung der offenen Felswände und von Steinbrüchen jeweils mit Höhlen, Nischen und Felsbändern, Erhaltung von reich strukturierten Kulturlandschaften im Umfeld von vorgenannten Lebensstätten, von offenem Wiesengelände mit Heckenstreifen, Erhaltung der Lebensräume ohne Gefahrenquellen wie nicht vogelsichere Freileitungen und Windkraftanlagen sowie störungsfreier oder zumindest störungsarmer Fortpflanzungs- und Ruhestätten.

#### Wachtelkönig
Erhaltung und Entwicklung von extensiv genutzten Mähwiesen, Feucht- und Nassbrachen, Großseggenriedern, Hochstauden- und Pionierfluren im Überflutungsbereich von Fließgewässern, die Vermeidung der Zerschneidung und Verinselung der besiedelten Lebensräume, die Verbesserung des Wasserhaushaltes zur Stabilisierung eines hohen Grundwasserstandes in Feuchtgebieten und Grünländern, die Extensivierung der Grünlandnutzung (Mahd im 200-m-Umkreis von Rufplätzen erst ab dem 1. August, möglichst Mosaikmahd von kleinen Teilflächen, Flächenmahd ggf. von innen nach außen sowie reduzierte Düngung und keine Pflanzenschutzmittel nutzen) sowie Vermeidung von Störungen an den Brutplätzen (Mai bis August)

#### Wasserralle
Erhaltung und Entwicklung von naturnahen, störungsarmen Stillgewässern und langsam strömenden Fließgewässern mit einer natürlichen Vegetationszonierung im Uferbereich sowie von Gräben und Feuchtgebieten mit Röhricht- und Schilfbeständen, die Verbesserung des Wasserhaushaltes zur Stabilisierung eines hohen Grundwasserstandes in Feuchtgebieten, gegebenenfalls behutsame Schilfmahd unter Erhalt eines hohen Anteils an Altschilf, die Verbesserung des Nahrungsangebotes im Umfeld der Brutplätze sowie die Vermeidung von Störungen an den Brutplätzen und Nahrungsflächen (April bis Juli)

#### Wespenbussard

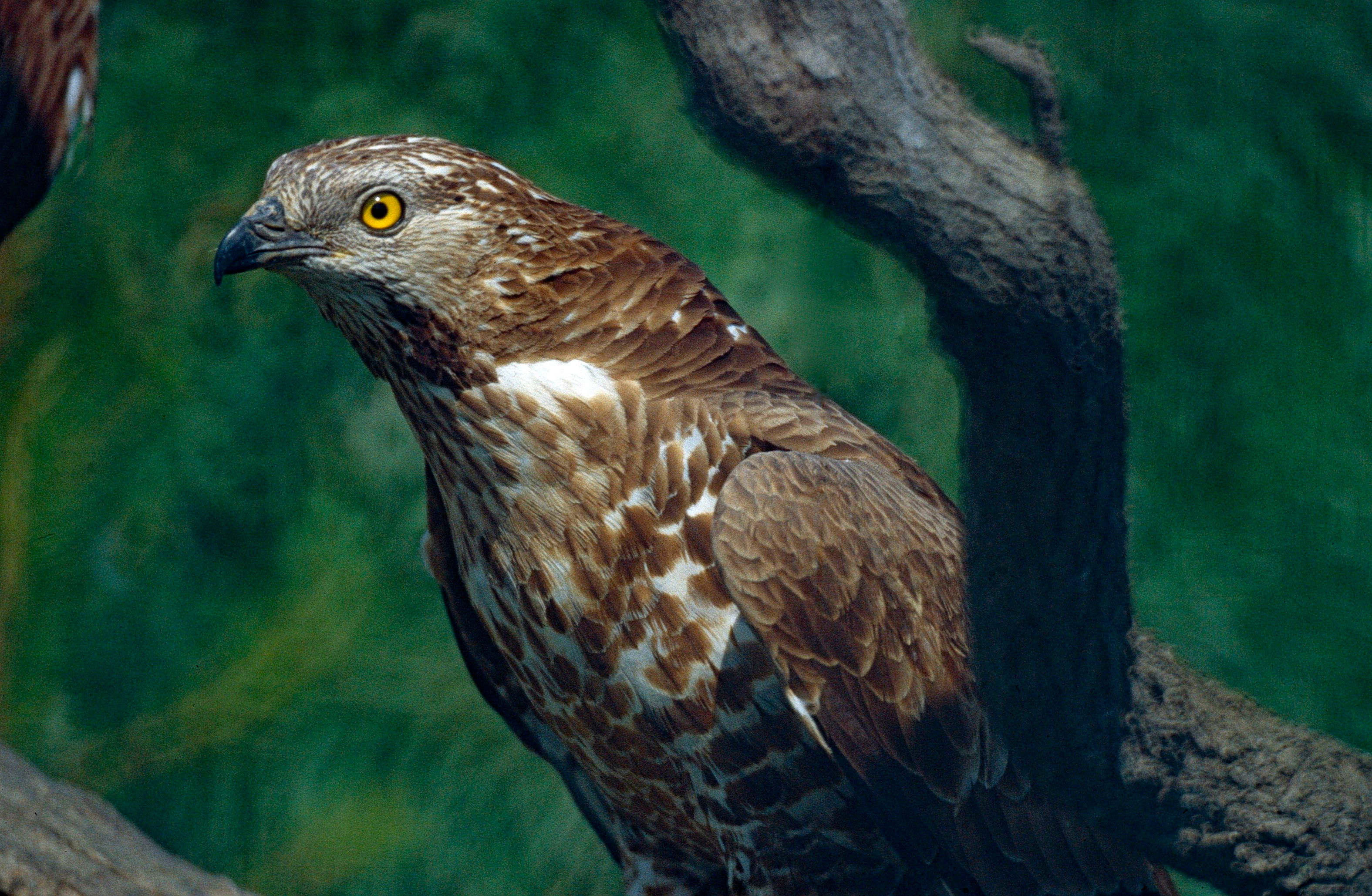
Wespenbussard

Erhaltung von vielfältig strukturierten Kulturlandschaften, lichten Laub- und Misch- sowie Kiefernwäldern, Feldgehölzen, extensiv genutztem Grünland, Altholzinseln und alten, großkronigen Bäumen mit freier Anflugmöglichkeit, Erhaltung der Magerrasen, Bäumen mit Horsten, Erhaltung des Nahrungsangebots, insbesondere mit Staaten bildenden Wespen und Hummeln sowie Erhaltung störungsfreier oder zumindest störungsarmer Fortpflanzungsstätten während der Fortpflanzungszeit vom 1. Mai bis zum 31. August

#### Wiesenpieper
Erhaltung und Entwicklung von extensiv genutzten, feuchten Offenlandflächen mit insektenreichen Nahrungsflächen (zum Beispiel Nass-, Feucht-, Magergrünländer, Brachen, Heideflächen und Moore), die Verbesserung des Wasserhaushaltes zur Stabilisierung eines hohen Grundwasserstandes in Grünländern sowie die Extensivierung der Grünlandnutzung

#### Wiesenweihe
Erhaltung großräumiger, offener Landschaften mit Acker- und Grünlandflächen, Säumen, Wegrändern und Brachen, die Erhaltung und Entwicklung natürlicher Bruthabitate, die Vermeidung der Zerschneidung der besiedelten Lebensräume, die Extensivierung der Ackernutzung (Anlage von Ackerrandstreifen), Anlage und Pflege von Acker-Stilllegungsflächen und Brachen, Belassen von Stoppelbrachen, reduzierte Düngung, keine Pflanzenschutzmittel, die Sicherung der Getreidebruten sowie die Vermeidung von Störungen an den Brutplätzen (Mai bis August)

#### Zwergtaucher
Erhaltung und Entwicklung von naturnahen, störungsarmen Stillgewässern mit dichter Schwimmblatt-, Ufervegetation und Verlandungszonen, die Verbesserung des Wasserhaushaltes zur Stabilisierung eines hohen Grundwasserstandes in Feuchtgebieten, die Reduzierung von Nährstoff- und Schadstoffeinträgen im Bereich der Brutplätze durch Anlage von Pufferzonen sowie die Vermeidung von Störungen an den Brutplätzen (April bis Anfang September) sowie an Rast- und Nahrungsflächen.

### Zugvögel

#### Brachpieper
Erhaltung großräumiger, offener Landschaften vor allem in den Börden, die Erhaltung und Entwicklung von geeigneten Nahrungsflächen sowie weitgehend gehölzfreien Lebensräumen mit einer lückigen Vegetationsstruktur und offenen Störstellen im Bereich von Heidegebieten und Trockenrasen

#### Braunkehlchen
Erhaltung von überwiegend spät gemähten extensiv bewirtschafteten Grünlandkomplexen, insbesondere mit Streuwiesenanteilen, Erhaltung der Großseggenriede, Moore und Heiden, von Saumstreifen wie Weg- und Feldraine sowie Rand- und Altgrasstreifen, aber auch von Brachen und gehölzfreien Böschungen, von vereinzelten Büschen, Hochstauden, Steinhaufen und anderen als Jagd-, Sitz- und Singwarten geeigneten Strukturen, von Sekundärlebensräumen wie aufgelassene Abbaustätten mit vorgenannten Lebensstätten, Erhaltung des Nahrungsangebots, insbesondere mit Insekten sowie Erhaltung störungsfreier oder zumindest störungsarmer Fortpflanzungsstätten während der Fortpflanzungszeit (1. Mai bis 31. August)

#### Bruchwasserläufer
Erhaltung und Entwicklung von geeigneten Nahrungsflächen, die Erhaltung und Entwicklung von dynamischen Auenbereichen und großflächigen Feuchtgebieten mit einer naturnahen Überflutungsdynamik, die Verbesserung des Wasserhaushaltes zur Stabilisierung eines hohen Grundwasserstandes in Feuchtgebieten, die Anlage von Kleingewässern und Flachwassermulden sowie die Vermeidung von Störungen an Rast- und Nahrungsflächen

#### Goldregenpfeifer
Erhaltung großräumiger, offener Landschaften sowie Erhaltung und Entwicklung von geeigneten Nahrungsflächen

#### Heidelerche
Erhaltung und Entwicklung von trocken-sandigen, vegetationsarmen Flächen der halboffenen Landschaft sowie von unbefestigten sandigen Wald- und Feldwegen mit nährstoffarmen Säumen, die Verbesserung der agrarischen Lebensräume durch Extensivierung der Flächennutzung, habitaterhaltende Pflegemaßnahmen (extensive Beweidung, zum Beispiel mit Schafen und Ziegen, ggf. Mosaikmahd von kleinen Teilflächen und Entfernung von Büschen und Bäumen) sowie Vermeidung von Störungen an den Brutplätzen ab Ende März bis Juli

#### Kampfläufer
Erhaltung und Entwicklung von geeigneten Nahrungsflächen, die Erhaltung und Entwicklung von dynamischen Auenbereichen und großflächigen Feuchtgebieten mit einer naturnahen Überflutungsdynamik, die Verbesserung des Wasserhaushaltes zur Stabilisierung eines hohen Grundwasserstandes in Feuchtgebieten, die Anlage von Kleingewässern und Flachwassermulden sowie die Vermeidung von Störungen an Rast- und Nahrungsflächen

#### Merlin
Erhaltung großräumiger, offener Landschaften vor allem in den Börden sowie die Erhaltung und Entwicklung von geeigneten Nahrungsflächen

#### Mornellregenpfeifer
Erhaltung großräumiger, offener Landschaften vor allem in den Börden sowie die Erhaltung und Entwicklung von geeigneten Nahrungsflächen

#### Schwarzstorch
Erhaltung der natürlichen und naturnahen Feuchtgebiete wie Flussniederungen, Auenlandschaften und Moore, der Flachwasserzonen an stehenden und schwach fließenden Gewässern sowie der Überschwemmungsflächen, der Röhrichte, Großseggenriede und Schilfbestände mit offenen Gewässerbereichen, Erhaltung von langen Röhricht -Wasser-Grenzlinien wie sie durch Buchten, Schilfinseln und offene Wassergräben sowie kleinere freie Wasserflächen innerhalb der Röhrichte zustande kommen, Erhaltung von großflächigen Offenlandkomplexen aus Grünland und Mooren mit hohen Grundwasserständen, Erhaltung einer Wasserqualität, die gute Sichtbedingungen für den Beutefang gewährleistet, der Lebensräume ohne Gefahrenquellen wie nicht vogelsichere Freileitungen, ungesicherte Schornsteine und Windkraftanlagen, Erhaltung des Nahrungsangebots, insbesondere mit Fischen, Amphibien, Kleinsäugern, Großinsekten, Reptilien und Regenwürmern sowie die Erhaltung störungsfreier oder zumindest störungsarmer Rast- und Schlafplätze sowie Überwinterungs- und Nahrungsgebiete

#### Sumpfohreule
Erhaltung großräumiger, offener Landschaften insbesondere in den Bordelandschaften, die Erhaltung und Entwicklung potenziell besiedelbarer Bruthabitate in Heide- und Moorgebieten, die Erhaltung und Entwicklung von geeigneten Nahrungsflächen sowie die Verbesserung des Nahrungsangebotes

#### Wanderfalke
Erhaltung von offenen Felswänden, Felsbändern und Felskuppen mit Nischen und Überhängen, gegebenenfalls behutsames Freistellen von zuwachsenden Brutplätzen, die Erhaltung der Brutplätze an Bauwerken sowie die Vermeidung von Störungen an den Brutplätzen (März bis Juni)

#### Weißstorch
Erhaltung und Entwicklung von großflächigen, feuchten Extensivgrünländern und artenreichen Feuchtgebieten, die Vermeidung der Zerschneidung und Verinselung der besiedelten Lebensräume, die Verbesserung des Wasserhaushaltes zur Stabilisierung eines hohen Grundwasserstandes in Feuchtgebieten und Grünländern, die Anlage von Kleingewässern und Flachwassermulden, die Verbesserung der agrarischen Lebensräume durch Extensivierung der Grünlandnutzung sowie die Entschärfung bzw. Absicherung von gefährlichen Strommasten und Freileitungen